# فيليكس كيرو
فيليكس كيرو لوبيز (بالإسبانية: Félix Quero)‏ (من مواليد 7 سبتمبر 1982 في أفيلس، أستورياس) هو لاعب كرة قدم إسباني، يلعب لنادي خورخي ويسترمان في مركز المهاجم.

## وصلات خارجية
- فيليكس كيرو على موقع قاعدة بيانات كرة القدم.إي يو (الإنجليزية)
- فيليكس كيرو على موقع Soccerway.com (الإنجليزية)

- BDFutbol profile
- Futbolme profile (بالإسبانية)